# Prvi gospodin
Prvi gospodin (eng.: First Gentleman) je neslužbeni naslov za muškog supružnika izabrane poglavarice ili izabranog poglavara neke države. Alternativno u sustavima vlasti u kojima državni poglavar na svoju funkciju dolazi putem nasljedstva, naslov prvoga gospodina može nositi i muški supružnik predsjednice ili predsjednika vlade. Naime, ovo pravilo vrijedi zbog činjenice da se za muškog supružnika nasljedne vladarice ili vladara najčešće koristi službeni naslov prince-suprug. 
U Hrvatskoj bivši nositelj ovog neformalnog naslova bio je Jakov Kitarović, suprug predsjednice Kolinde Grabar-Kitarović. On je do sada jedini prvi gospodin u povijesti Hrvatske, a to je postao 2015. godine. 
Gauthier Destenay, suprug trenutnog predsjednika vlade Luksemburga Xaviera Bettela, prvi je ikada nositelj ovog naslova koji se nalazi u istosplonom braku. 

## Aktualna prva gospoda
Nezavisne države
- Jakov Kitarović (Hrvatska), suprug predsjednice Republike Kolinde Grabar-Kitarović
- Sindre Finnes (Norveška), suprug predsjednice vlade Erne Solberg
- Tommy Kijiner Jr. (Maršalovi Otoci), suprug predsjednice Republike Hilde Heine
- Georgi-Rene Maksimovski (Estonija), suprug predsjednice Republike Kersti Kaljulaid
- Mohammed Abdullah Alhabshee (Singapur), suprug predsjednice Republike Halime Yacob
- Ime nepoznato (Etiopija), suprug predsjednice Republike Sahle-Work Zewde
- David Gascoigne (Novi Zeland), suprug Generalne guvernerke Patsy Reddy
- Gauthier Destenay (Luksemburg), suprug predsjednika vlade Xaviera Bettela

Američke savezne države i teritoriji:
- Andrew Kind Moffit (država Rhode Island, SAD), suprug guvernerke Gine Raimondo
- Dan Little (država Oregon, SAD), suprug guvernerke Kate Brown
- Kevin Reynolds (država Iowa, SAD), suprug guvernerke Kim Reynolds
- Marc Mallory (država Michigan, SAD), suprug izabrane guvernerke Gretchen Whitmer
- Bryon Noem (država Južna Dakota, SAD), suprug izabrane guvernerke Kristi Noem
- Ted Daughety (država Kansas, SAD), suprug izabrane guvernerke Laure Kelly
- Jeffrey Cook (teritorij Guam, SAD), suprug izabrane guvernerke Lou Leon Guerrero
- Marlon Reis (država Kolorado, SAD), domaći partner izabranog guvernera Jareda Polisa